# Hugo Anzorreguy
Hugo Alfredo Anzorreguy (Buenos Aires, 10 de julio de 1938) es un abogado argentino, fue Secretario de Inteligencia de la Argentina desde el 30 de enero de 1990 hasta el 10 de diciembre de 1999, durante casi toda la presidencia de Carlos Saúl Menem. Durante nueve años, fue el Secretario de Inteligencia que más tiempo llevó en el cargo, habiendo atravesado diversos escándalos, como la venta ilegal de armas a Ecuador y Croacia.

## Carrera
Anzorreguy nació en Buenos Aires siendo hijo de Hugo Alfredo Benedicto Anzorreguy, quien fue funcionario de Juan Domingo Perón, y de Hortensia Beatriz Recoviche. Realizó sus estudios secundarios en el Liceo Militar General San Martín y estudió Abogacía en la Universidad de Buenos Aires, donde comenzó su militancia en la Juventud Peronista. Fundó una agrupación sindical y fue abogado de sindicatos, como la Federación Gráfica Bonaerense y de la CGT de los Argentinos.
Está casado con Margarita Moliné O’Connor, con quien tiene siete hijos.luego fue nombrado al frente de la Secretaría de Inteligencia propuso hacer público el presupuesto de la SIDE, lo que realizó en una presentación ante la comisión de presupuesto.
Condenado el 28 de febrero por encubrimiento por el atentado a la AMIA cumplir do sentencia de cuatro años y medio años de prisión.